# Johann Christoph Leopold Reinhold
Johann Christoph Leopold Reinhold (* 1769 in Leipzig; † 28. November 1809 ebenda) war ein deutscher Mediziner, Physiker und Hochschullehrer.

## Leben
Reinhold absolvierte zunächst bis 1785 die Leipziger Nikolaischule. Anschließend nahm er das Studium der Medizin und Physik an der Universität Leipzig auf. Dort wurde er 1791 Bakkalaureus und 1792 Magister. Zum Dr. phil. wurde er 1796 mit der Dissertation Specimen de galvanismo promoviert. Anschließend habilitierte er sich an der Leipziger Universität und wurde dort außerordentlicher Professor.
Reinhold erhielt 1804 eine Stelle als Erster Arzt am Leipziger Jacobshospital, das später zum Universitätsklinikum Leipzig wurde. Dort wurde er auch Lehrer am klinischen Institut.
Reinhold hat mehrere Abhandlungen im Archiv für Physiologie von Johann Christian Reil und Johann Heinrich Ferdinand Autenrieth veröffentlicht. Sein Forschungsschwerpunkt lag im Bereich des Galvanismus. Ihm wird zugeschrieben, dass er als einer der Ersten die Beobachtung gemacht habe, dass ein schwer oxydierendes Metall wie Kupfer bei Berührung mit Wasser und Luft viel schwerer oxydiert, wenn es mit einem leichter oxydierendes Metall wie Zink in Kontakt steht.

## Werke (Auswahl)
- De Galvanismo, 2 Teile, Klaubarth, Leipzig 1797–1798.
- Geschichte des Galvanismus, Hinrichs, Leipzig 1803.